# Jan Korwin-Kochanowski
Jan Korwin-Kochanowski (ur. 26 czerwca 1897 w Odessie, zm. 14 stycznia 1970) – brytyjski lekarz radiolog polskiego pochodzenia, malarz, fotograf.

## Biografia
Jan Korwin-Kochanowski urodził się w polskiej rodzinie w Odessie 26 czerwca 1897 roku. Po śmierci ojca i brata w wyniku działań rewolucyjnych wywieziony został na Syberię, skąd zbiegł do Warszawy. W Polsce kontynuował rozpoczęte w 1919 roku w Odessie studia medyczne. Dyplom lekarski uzyskał na Uniwersytecie Warszawskim w 1924 roku. Kontynuował naukę w Berlinie w dziedzinie radiologii i patologii. Był radiologiem w warszawskim Szpitalu Ujazdowskim. W 1936 roku został kierownikiem Zakładu Radiologii Szpitala Czerwonego Krzyża. W 1937 kierownikiem Zakładu Rentgenologicznego Wydziału Lekarskiego UW w Szpitalu św. Ducha. Był administratorem, a nasteonie jednym z redaktorów „Polskiego Przeglądu Radiologicznego”. Po wybuchu II wojny światowej był w Wojsku Polskim. Wzięty do niewoli przez ZSRR wraz z armią trafił do Palestyny. We Włoszech był głównym doradcą Wojska Polskiego w zakresie radiologii. Po demobilizacji trafił do Shoreham-by-Sea w Anglii, gdzie zatrudniony został jako radiolog w Southlands Hospital. W 1949 roku przyjął obywatelstwo brytyjskie. Jako artysta malarz był członkiem Sussex County Arts Club. Malował m.in. portrety. Zmarł 14 stycznia 1970 roku.
Korwin-Kochanowski przyjaźnił się przed 1937 rokiem ze Stanisławem Ignacym Witkiewiczem. Znał się również z pianistą Romanem Jasińskim. Dzięki tym kontaktom zetknął się z Brunonem Schulzem, którego uwiecznił na fotografii na przełomie 1934 i 1935 roku.

## Publikacje
- 1927 – Album karykatur p. p. profesorów i asystentów Wydziału Lekarskiego Uniwersytetu Warszawskiego z okazji X-cio lecia Koła 1916–1926. Warszawa: Wydawnictwo Koła Medyków S. U. W. Brak numerów stron w książce
- 1933 – O pracach technicznych w ciemni, Warszawa, Zakłady Graficzne Drukprasa